# HiPhone
HiPhone é um termo utilizado para denominar uma cópia ou falsificação de um telefone da marca norte-americana Apple, normalmente com seu uso referenciado à clones chineses que imitam visualmente seus produtos.

## História
Um dos primeiros registros do uso da palavra "HiPhone" veio de uma falsificação do "IPhone 4" supostamente produzida por uma marca chinesa chamada "CECT", [carece de fontes?] com esse dispositivo tendo a palavra escrita em sua parte traseira, possuindo uma qualidade inferior ao produto original e vindo outro sistema operacional que buscava imitar o IOS tendo versões mais "avançadas" lançadas posteriormente, com uma de suas versões, apelidada coloquialmente de "HiPhone 5" sendo lançada antes mesmo da versão original da Apple (IPhone 5)

## Uso Atual
O uso do termo atualmente se consiste na referenciação a celulares com sistema operacional Android, normalmente contendo um desempenho satisfatório em relação aos antigos dispositivos apelidados de "HiPhone", porém, ainda utilizando visuais e arquiteturas similares aos celulares da série IPhone